# Autoportrait en sainte Catherine d'Alexandrie (Vezzi)
Pour les articles homonymes, voir Autoportrait en sainte Catherine d'Alexandrie.
L’Autoportrait en sainte Catherine d'Alexandrie est un tableau réalisé par la peintre italienne Virginia Vezzi vers 1624-1626. L'œuvre est conservée depuis 2025 au musée d'Art du comté de Los Angeles, à Los Angeles, en Californie, aux États-Unis.

## Description
De format vertical, cette huile sur toile est un autoportrait dans lequel la jeune femme se figure en Catherine d'Alexandrie. Vêtue d'une robe brune et coiffée d'une couronne, elle est accoudée sur la roue de son supplice, qui est son attribut traditionnel, tout en tenant la palme du martyre dans sa main droite.